# Schitt’s Creek
Schitt’s Creek (zapis stylizowany: Schitt$ Creek) – kanadyjski serial telewizyjny stworzony przez Eugene’a i Dana Levy’ego, dla telewizji CBC, gdzie był emitowany od 13 stycznia 2015 roku do 7 kwietnia 2020. Serial składa się z 80 odcinków, rozłożonych na sześć sezonów, w których opisuje losy rodziny Rose’ów.

## Fabuła
Po tym, jak menedżer firmy Rose Video sprzeniewierzył pieniądze, rodzina Rose’ów traci majątek i przenosi się do Schitt's Creek, małego miasteczka, które niegdyś kupili dla żartu. Johnny (Eugene Levy) i Moira Rose (Catherine O’Hara) – wraz ze swoimi dorosłymi dziećmi, Davidem (Dan Levy) i Alexis (Annie Murphy) - zaczynają mieszkać w motelu i muszą przystosować się do życia bez pieniędzy oraz do życia ze sobą nawzajem.

## Obsada
Następujący członkowie obsady serialu zostali podani jako główna obsada w czołówkach odcinków lub podani jako odtwórcy pozostałych ról głównych:
Klucz:     = członek głównej obsady w sezonie
Klucz:     = odtwórca „powracającej postaci” w sezonie
Klucz:     = odtwórca występujący gościnnie w sezonie
Klucz:     = odtwórca jednej z pozostałych ról głównych
Klucz:     = nie pojawia się
| Postać                 | Aktor              | Występy         | Występy         | Występy       | Występy       | Występy         | Występy         |
| Postać                 | Aktor              | 1               | 2               | 3             | 4             | 5               | 6               |
| ---------------------- | ------------------ | --------------- | --------------- | ------------- | ------------- | --------------- | --------------- |
| Johnny Rose            | Eugene Levy        | Rola główna     | Rola główna     | Rola główna   | Rola główna   | Rola główna     | Rola główna     |
| Moira Rose             | Catherine O’Hara   | Rola główna     | Rola główna     | Rola główna   | Rola główna   | Rola główna     | Rola główna     |
| David Rose             | Dan Levy           | Rola główna     | Rola główna     | Rola główna   | Rola główna   | Rola główna     | Rola główna     |
| Alexis Rose            | Annie Murphy       | Rola główna     | Rola główna     | Rola główna   | Rola główna   | Rola główna     | Rola główna     |
| Jocelyn Schitt         | Jennifer Robertson | Rola główna     | Rola główna     | Rola główna   | Rola główna   | Rola główna     | Rola główna     |
| Mutt Schitt            | Tim Rozon          | Rola główna     | Rola główna     | Rola gościnna | Rola gościnna | nie pojawia się | nie pojawia się |
| Stevie Budd            | Emily Hampshire    | Rola główna     | Rola główna     | Rola główna   | Rola główna   | Rola główna     | Rola główna     |
| Roland Schitt          | Chris Elliott      | Rola główna     | Rola główna     | Rola główna   | Rola główna   | Rola główna     | Rola główna     |
| Veronica "Ronnie" Lee  | Karen Robinson     | Pozostałe       | Rola główna     | Rola główna   | Rola główna   | Rola główna     | Rola główna     |
| Twyla Sands            | Sarah Levy         | Pozostałe       | Rola główna     | Rola główna   | Rola główna   | Rola główna     | Rola główna     |
| Robert "Bob" Currie    | John Hemphill      | Pozostałe       | Rola główna     | Rola główna   | Pozostałe     | Powracająca     | Powracająca     |
| Theodore "Ted" Mullens | Dustin Milligan    | Rola główna     | Rola główna     | Rola główna   | Rola główna   | Rola główna     | Powracająca     |
| Patrick Brewer         | Noah Reid          | nie pojawia się | nie pojawia się | Powracająca   | Rola główna   | Rola główna     | Rola główna     |

## Odcinki
| Sezon | Odcinki | Oryginalna emisja w CBC | Oryginalna emisja w CBC |
| Sezon | Odcinki | Premiera sezonu         | Finał sezonu            |
| ----- | ------- | ----------------------- | ----------------------- |
| 1     | 13      | 13 stycznia 2015        | 31 marca 2015           |
| 2     | 13      | 12 stycznia 2016        | 29 marca 2016           |
| 3     | 13      | 10 stycznia 2017        | 4 kwietnia 2017         |
| 4     | 13      | 9 stycznia 2018         | 19 grudnia 2018         |
| 5     | 14      | 8 stycznia 2019         | 9 kwietnia 2019         |
| 6     | 14      | 7 stycznia 2020         | 7 kwietnia 2020         |